# Ле Жандр, Жиль
Жиль Ле Жандр (фр. Gilles Le Gendre; род. 13 мая 1958, Нёйи-сюр-Сен, департамент О-де-Сен, регион Иль-де-Франс, Франция) — французский журналист, предприниматель и политик, председатель фракции партии «Вперёд, Республика!» в Национальном собрании (c 2018).

## Биография
Окончил Институт политических исследований и Образовательный центр журналистов, работал на радио Europe 1, сотрудничал в печатных изданиях l’Usine Nouvelle, Nouvel Économiste, l’Expansion, l'Évènement du Jeudi, Challenges, затем стал директором по связям с общественностью торговой сети FNAC. Основал несколько компаний и «Наблюдательный центр за президентскими выборами» (l’Observatoire de l'élection présidentielle).
В первом туре парламентских выборов 2017 года, будучи кандидатом партии президента Макрона «Вперёд, Республика!», набрал 41,81 % голосов во 2-м избирательном округе Парижа (бывший округ Франсуа Фийона) и вышел во второй тур вместе с сильнейшим из противников — бывшим министром экологии Натали Косцюшко-Моризе, которую поддержали только 18,13 % избирателей (роль «злых гениев» сыграли её бывшие однопартийцы, «диссиденты» республиканцев Жан-Пьер Лекок и Анри Гано, выставившие свои кандидатуры в этом же округе и получившие соответственно 9,17 % и 4,5 % голосов). 18 июня 2017 года одержал окончательную победу с результатом 54,53 %.
18 сентября 2018 года избран председателем фракции в Национальном собрании, получив во втором туре 157 голосов депутатов против 107, поданных за Ролана Лескюра.
В апреле 2019 года поводом для общественных дискуссий на тему конфликта интересов стало назначение супруги Ле Жандра Рафаэлы Рабатель директором по связям с общественностью компании игорного бизнеса Française des jeux, которая на 72 % принадлежит государству, но может перейти под контроль частных инвесторов после принятия 11 апреля 2019 года закона PACTE. Отвечая на критику, Ле Жандр заявил 15 апреля, что получил консультацию по вопросу профессиональной этики у парламентского деонтолога.
10 сентября 2020 года новым председателем партийной фракции «Вперёд, Республика!» в Национальном собрании вместо Ле Жандра избран Кристоф Кастанер.